# Храм Рождества Христова (2-е Рождественское)
Храм Рождества́ Христо́ва — православный храм, расположенный в селе 2-е Рождественское Фатежского района Курской области. Входит в подчинение Фатежского благочиния Железногорской епархии. Является памятником архитектуры регионального значения.

## История
Построен в 1763—1765 годах по распоряжению помещика села Хотемль Петра Тимофеевича Долгинцева. Местными землевладельцами новообразованному приходу были пожертвованы 415 десятин земли. Первоначально в храме было 2 престола: в честь Рождества Христова и в честь святителя Николая Чудотворца. К началу XX века добавился третий престол — в честь преподобного Иоанна Рыльского. Прихожанами храма были жители 11 окрестных населённых пунктов: с. Рождественское, д. Верхний Хотемль, д. Хотемль, д. Колычево, д. Крюково, д. Лотаревка, сельцо Дмитриевка, д. Жировка, д. Сетной Бугор, д. Федоровка, д. Озерки. Число прихожан в XIX — начале XX века превышало 3 тысячи человек. Из-за большого количества населения неоднократно менялся количественный состав церковного причта: первоначально в храме служили два священника, диакон и два дьячка; в первой половине XIX века храм получает статус одноприходского (по одному: священник, диакон и пономарь); к моменту отмены крепостного права в 1861 году клир увеличивается до семи человек: настоятель и клирик, диакон, два дьячка и два псаломщика; к концу XIX века Христорождественский храм вновь обретает статус одноприходского.
В 1920 году большевики составили описание храма Рождества Христова:

Иконостас трехъярусный со вставными иконами, ограда каменная, ворота крытые железом с железными дверями. Церковная сторожка каменная, крытая железом. Церковно-приходская школа, переданная в ведение Министерства Просвещения, деревянная, крыта железом. Имеется досчатый сарай для склада. Катичка в стене ограды иконно-книжная досчатая, крытая железом. В храме три деревянных Престола, 3 Жертвенника, 5 Евангелий с медными крышками, серебряная Чаша с прибором, 4 напрестольных Креста (один - серебряный), 3 Креста деревянные живописные, серебряная Дарохранительница (и другие атрибуты православного Богослужения). Кроме того, в храме имелись: 59 живописных икон на цинке, 9 икон в ризах на дереве, 4 иконы в киотах под стеклом, 2 деревянные иконы в киотах без стекла, 32 деревянные иконы, 3 медных паникадила, 3 запрестольные подсвечника, 15 медных лампад, 3 мелких подсвечника, 16 больших подсвечников, 8 деревянных аналоев.
По состоянию на март 2018 года настоятелем храма является иерей Николай Руденко.
В Государственном архиве Курской области хранятся метрические книги храма за 1805—1862, 1880, 1882—1884, 1888, 1889, 1892—1894, 1902, 1905—1907, 1910, 1912, 1915—1917 годы.

## Архитектура
Храм построен в стиле барокко, относится к типу восьмерик на четверике, также может быть отнесёт к типу «корабль». Сориентирован по линии запад — восток.